# Jack Richardson
Jack Richardson (18 de novembro de 1883 – 17 de novembro de 1957) foi um ator norte-americano.

## Biografia
Nascido John Howard Richardson, em Nova Iorque, NI.
Em 1911, ele assinou um contrato com a Thanhouser Corporation e começou a trabalhar durante vários anos como ator em filmes mudos. Richardson atuou em mais de 600 filmes antes de sua morte, em Santa Bárbara, Califórnia.

## Filmografia selecionada

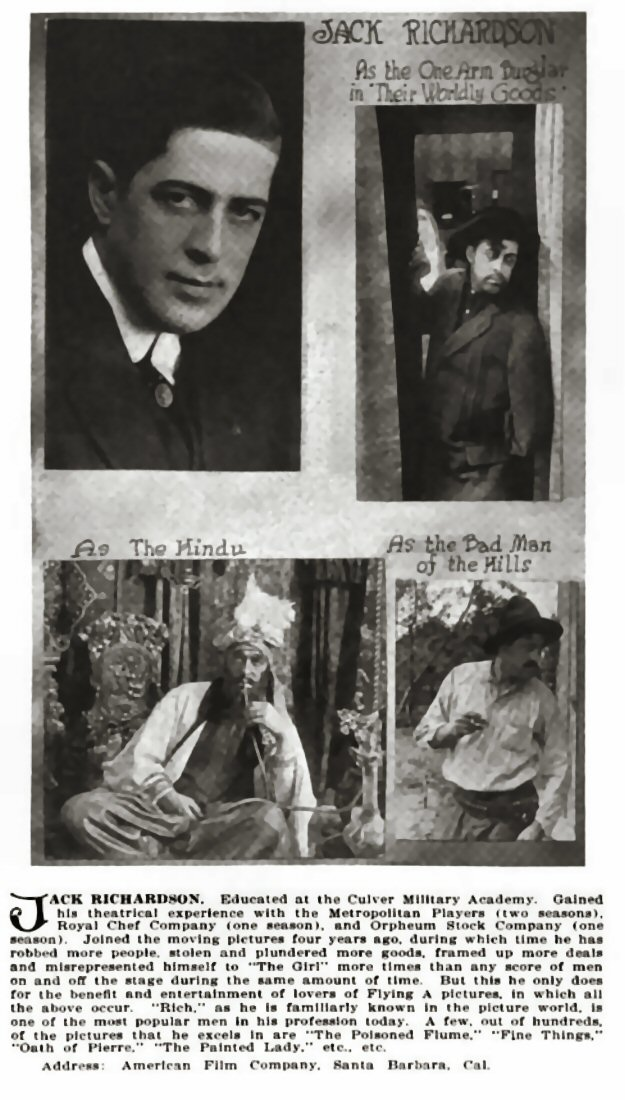
Quem é Quem no Mundo do Cinema, 1914

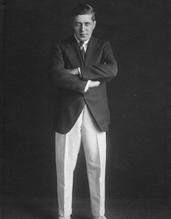
John Howard Richardson

| Ano                          | Filme                        | Papel                                     | Notas                                      |
| ---------------------------- | ---------------------------- | ----------------------------------------- | ------------------------------------------ |
| 1911                         | The Gun Man                  |                                           |                                            |
| 1912                         | The Maid and the Man         | Ike Getrich                               |                                            |
| 1913                         | The Haunted House            |                                           |                                            |
| 1914                         | Sir Galahad of Twilight      | Jim                                       |                                            |
| 1915                         | A Heart of Gold              | Jack Price                                |                                            |
| 1915                         | A Touch of Love              | Steve                                     |                                            |
| 1916                         | Land o' Lizards              | Buck Moran                                | Título alternativo: Silent Shelby          |
| 1917                         | Blood Money                  |                                           |                                            |
| 1917                         | The Outlaw and the Lady      |                                           |                                            |
| 1917                         | Golden Rule Kate             | "Slick" Barney                            |                                            |
| 1918                         |                              |                                           |                                            |
| You Can't Believe Everything | Hasty Carson                 |                                           |                                            |
|                              | Wife or Country              | Dr. Meyer Stahl                           |                                            |
| 1919                         | Dangerous Hours              | Boris Blotchi                             |                                            |
| 1919                         | The She Wolf                 | Xerife de Mad Dog                         |                                            |
| 1920                         | The Fatal Sign               |                                           |                                            |
| 1921                         | The Show Down                | Blackie                                   |                                            |
| 1922                         | A Dangerous Adventure        | Herbert Brandon                           |                                            |
| 1923                         | The Daring Years             | Flagier                                   |                                            |
| 1924                         | Tiger Thompson               | Bull Dorgan                               |                                            |
| 1924                         | Dynamite Dan                 | Spike Moran                               |                                            |
| 1925                         | Beyond the Border            | Brick Dawson                              |                                            |
| 1926                         | The Winking Idol             | Crawford Lange                            |                                            |
| 1926                         | Her Honor, the Governor      | Slade                                     | Título alternativo: The Second Mrs. Fenway |
| 1927                         | The Trail of the Tiger       | Ned Calvert                               |                                            |
| 1928                         | Across the Plains            | Joe Steward                               |                                            |
| 1928                         | Eagle of the Night           |                                           |                                            |
| 1929                         | One Splendid Hour            | Peter Hoag                                |                                            |
| 1930                         | The Costello Case            | Donnelly                                  |                                            |
| 1931                         | Unfaithful                   | Armstrong                                 |                                            |
| 1932                         | The Man from New Mexico      | Jim Fletcher                              |                                            |
| 1933                         | The Son of Kong              | Sailor                                    | Não creditado                              |
| 1934                         | Babbitt                      | Secretário da promotoria                  | Não creditado                              |
| 1935                         | Gold Diggers of 1935         | Gerente de produção                       | Não creditado                              |
| 1936                         | Give Me Liberty              | Homem ajoelhado para viagem do Comissário | Assunto curto Não creditado                |
| 1937                         | Kid Galahad                  | Ringsider, quarta luta                    | Não creditado                              |
| 1938                         | The Adventures of Robin Hood | Servo                                     |                                            |
| 1939                         | The Roaring Twenties         |                                           | Não creditado                              |
| 1940                         | Gun Code                     | Mike McClure                              |                                            |
| 1941                         | Meet John Doe                | Homem em lanchonete                       | Não creditado                              |
| 1942                         | Obliging Young Lady          |                                           | Não creditado                              |
| 1944                         | The Climax                   | Maestro musical                           | Não creditado                              |
| 1945                         | Bells of Rosarita            | Diretor de estúdio                        | Não creditado                              |
| 1946                         | Suspense                     | Jogador de pôquer                         | Não creditado                              |
| 1947                         | That's My Gal                | Buyer                                     | Não creditado                              |
| 1949                         | I Shot Jesse James           | St. Joseph Saloon Bartender               | Não creditado                              |
| 1951                         | The Mating Season            | Membro do conselho                        | Não creditado                              |